# Siège de Tiracol
Inde portugaise
La Bataille de Tiracol est un engagement militaire entre les forces portugaises sous le commandement du Vice-roi de l'Inde portugaise Dom Pedro Miguel de Almeida Portugal e Vasconcelos contre l'État Savantvadi à Tiracol . Cela fait partie des « Novas Conquistas » ou campagne de « Nouvelles Conquêtes ».

## Contexte

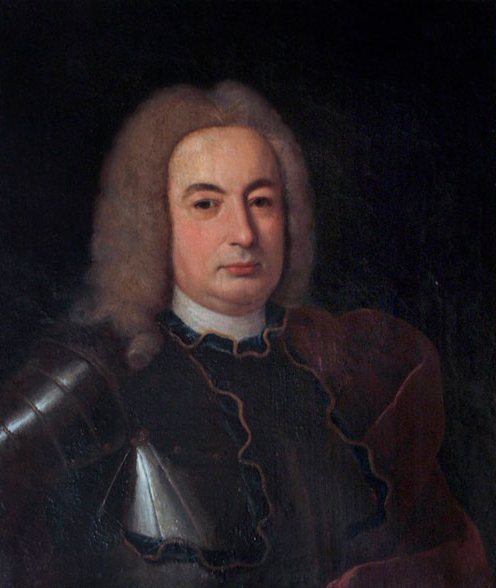
Dom Pedro Miguel de Almeida Portugal, 1er Marquis d'Alorna

En raison des raids persistants des Bhonsles contre la navigation portugaise et les districts frontaliers de Bardez et Pondá dans Goa, en Inde portugaise, le vice-roi Dom Pedro de Almeida Portugal décide d'occuper les terres appartenant aux Bhonsles au nord de Goa . En avril 1746, les Portugais capturent Bicholim, Alorna et Sanquelim, tandis qu'une flotte portugaise bloque l'embouchure du fleuve Chapora .
Le fort de Tiracol est la base principale et le refuge des pirates et corsaires Bhonsles . Il est équipé de 34 canons et a une garnison 2 000 hommes capables de porter les armes, tandis qu'une lourde chaîne ferme l'embouchure du fleuve depuis l'entrée navale . Avec la fin des pluies de mousson en septembre, les Portugais commencent à se préparer à l'occuper .
Le vice-roi mobilise deux navires de ligne, cinq palas, 20 embarcations plus petites , 3 690 hommes (dont 1 000 fantassins, 300 caçadores, 90 cavaliers) et 2 300 Cipayes (dont 1 200 sont dirigés par le Raja de Sooda, 600 au service des Portugais et 500 sous le commandement des desssais de Query) .
Le vice-roi part sur son vaisseau amiral Misericórdia le 14 novembre, tandis que l'armée portugaise avance par voie terrestre vers Tiracol, ouvrant un chemin à travers la jungle.

## Bataille
Tôt le matin du 23 novembre 1746, les forces terrestres portugaises prennent position à proximité du fort de Tiracol tandis que les navires portugais bloquent l'embouchure du fleuve et bombardent à la fois le fort ainsi que cinq navires Bhonsles alors dans le port, au-delà de la chaîne fluviale . Les navires des Bhonsles répondent vigoureusement, mais en quelques heures ils sont lourdement endommagés et leurs équipages commencent à fuir à terre .
En fin d'après-midi, les soldats portugais attaquent le fort, qui est capturé après une faible résistance .

## Conséquences
Après sa capture, le fort est baptisé Santíssima Trindade .
Les Portugais capturent 10 palas, dont trois sont incendiés, 17 galvetas, dont sept sont incendiées, 10 parangues et des navires mineurs . 243 canons sont capturés, ainsi qu'une quantité considérable de matériel destiné à équiper les navires . Le 1er décembre, les Portugais occupent le fort de Rarim, qui se rend sans combat et 18 autres navires sont capturés . Après la mise en garnison des forts de Rarim et de Tiracol, toutes les forces portugaises restantes retournent à Goa le 20 décembre .
À la suite de la campagne portugaise, la capacité des Bhonsles à harceler Goa ou ses navires est considérablement diminuée, tandis que le territoire portugais s'étend au nord jusqu'à Rarim . Lorsque les Bhonsles tentent à nouveau d'attaquer la Navigation portugaise deux ans plus tard, le vice-roi capture également Neutim .